# Chó Saint-Usuge Spaniel
Chó Saint-Usuge Spaniel, còn được gọi với cái tên khác là Épagneul de Saint-Usuge là một giống chó nằm trong nhóm chó giống Spaniel có nguồn gốc ở vùng Bresse của Pháp. Loài này có nguồn gốc có niên đại từ thế kỷ XVI, nhưng gần như tuyệt chủng vào cuối Thế Chiến II. Qua những nỗ lực của linh mục Robert Billard, giống chó này đã được phục hồi trong nửa sau của thế kỷ XX; Câu lạc bộ giống quốc gia của nó được thành lập vào năm 1990. Giống chó này được công nhận bởi Société Centrale Canine (Câu lạc bộ Chăm sóc Chó Pháp) vào năm 2003.

## Lịch sử
Lịch sử của giống chó này có thể bắt nguồn từ thế kỷ XVI, tuy nhiên vào giữa thế kỷ XX nó đã gần như tuyệt chủng. Sau Thế Chiến II, Robert Billard, một linh mục, được đưa đến giáo xứ ở Saône-et-Loire ở vùng Bresse của Pháp. Billard là một thợ săn có năng lực và bắt đầu tìm kiếm một con chó săn phù hợp. Ông được cho biết về một giống chó địa phương được gọi là "Epagneul de Saint-Usuge" và liên lạc với Société Centrale Canine để tìm hiểu những gì đã xảy ra với giống chó này.

## Tính cách
Theo mô tả bởi câu lạc bộ giống Chó Pháp, Chó Saint-Usuge Spaniel dễ huấn luyện là một giống chó vâng lời, nóng nảy nhưng cũng rất trìu mến. Trong lĩnh vực săn bắn, nó phù hợp với nhiều địa hình khác nhau, bao gồm đầm lầy, nước và bụi; con mồi mà giống chó này thường bắt là chim nước và chim mõ nhát.